# Uriel Feige
Uriel Feige é um cientista da computação israelense.
Foi palestrante convidado do Congresso Internacional de Matemáticos em Pequim (2002:  Approximation tresholds for combinatorial optimization problems).